# New Zealand Forest Research Institute
Das New Zealand Forest Research Institute Limited, welches seit 2005 öffentlich unter dem Namen Scion auftritt, ist eines von acht neuseeländischen Crown Research Institutes. Es mit den Schwerpunkten Forstwissenschaft, Bioproduktentwicklung und Nachhaltiges Design dafür ausgerichtet, eine stärkere biobasierte Ökonomie in Neuseeland zu entwickeln.
In dem Bereich Bioproduktentwicklung wird an den Projekten bio-basierte Kunststoffe, Holzverarbeitung, Faserverarbeitung, Verpackungsmaterial, Verbundwerkstoffe und an der Entwicklung von Produkten mittels Biomaterial gearbeitet.
In dem Bereich Forstwissenschaft befasst man sich mit dem Forstmanagement und dem Forstnaturschutz, mit der Verbesserung des Waldbestandes durch Gentechnologie und der Qualitätsverbesserung des Holzes, mit der Forschung in Bezug auf Feuer und dessen Auswirkungen auf die Natur.

## Sitz
Der Hauptsitz des Instituts befindet sich in Rotorua. Drei weitere mit spezifischen Aufgaben betraute Büros gibt es in Auckland, Wellington und Christchurch, wobei das Büro in Christchurch mit 25 Mitarbeitern die mit Abstand größte Zweigstelle ist.

## Geschichte
In den 1980ern begann die neuseeländische Regierung die Bereiche Forschung und Wissenschaft neu zu strukturieren. 1989 wurde dafür das Ministry of Research, Science and Technology (Ministerium für Forschung, Wissenschaft und Technologie) mit dem Ziel geschaffen, die Regierung zu beraten, Entscheidungsprozesse vorzubereiten, Mittelvergaben zu priorisieren und die Erfolgskontrolle einzuführen. Doch damit nicht genug. Man wollte für unterschiedliche Aufgabenbereiche einzelne Institute schaffen, die unter Regierungsaufsicht eigenständig und eigenverantwortlich wirtschaften, mit eigenen Richtlinien und Regeln arbeiten und erfolgsbezogen öffentliche und privatwirtschaftliche Aufträge erledigen.
Mit dem Crown Research Institutes Act 1992 wurden zu diesem Zweck zunächst zehn Crown Research Institutes gegründet, von denen heute noch acht Institute existieren. Das New Zealand Forest Research Institute ist eines davon.
Mit dem Companies Act 1993 wurden alle Institute zu Gesellschaften mit beschränkter Haftung (Limited) umgewandelt.
Das New Zealand Forest Research Institute ist heute, wie alle anderen Crown Research Institutes auch, der Crown Company Unit (kontrollierende und beratende Abteilung) des Finanzministeriums und dem verantwortlichen Minister für Forschung, Wissenschaft und Technologie unterstellt. Beide verantwortlichen Minister werden auch jeweils immer als Shareholder der acht Crown Research Institutes registriert.

## Scion
Seit 2005 versucht man mit einem neuen Namen dem Institut ein neues Image zu geben. Ob Scion, zu deutsch: Ableger, Nachkomme, Spross, Schössling oder Steckling, der richtige Griff für die Bezeichnung des Instituts war, bleibt abzuwarten. Das Unternehmen ist ein 100%iges Tochterunternehmen der New Zealand Forest Research Institute Limited und wurde zum Zwecke des Joint Venture Ensis (50/50) mit der australischen Commonwealth Scientific and Industrial Research Organisation (CSIRO) gegründet. Scion Australasia Limited entstand über 3 Firmenumbenennungen am 14. Juni 2004 als Forest Research Limited. Über die Neuorientierung ab 2005 hin zur Biotechnologie lässt sich das Namensdurcheinander ein wenig erklären.
Das New Zealand Forest Research Institute brachte 1/3 seiner Aktivitäten in das Joint Venture Unternehmen bei der Gründung ein und transferierte ein weiteres Drittel zum operativen Start.